# Pete Conrad
Charles "Pete" Conrad, Jr. (n. 2 iunie 1930, Pennsylvania, SUA – d. 8 iulie 1999, Ojai⁠(d), California, SUA) a fost un ofițer U.S. Navy și astronaut NASA, iar în timpul misiunii Apollo 12 (1969) a devenit al treilea om care a pășit pe Lună. El a stabilit un record de opt zile de ședere în spațiu, împreună cu pilotul comandant Gordon Cooper din misiunea Gemini 5 (1965), și a comandat apoi misiunea Gemini 11 (1966). După Apollo, a comandat misiunea Skylab 2 (1973) (prima cu echipaj uman), în care el și colegii săi au reparat daunele semnificative produse stației spațiale Skylab. Din acest motiv, președintele Jimmy Carter i-a acordat Medalia de Onoare a Congresului pentru activități spațiale în 1978.

## Distincții
- Ordinul „Meritul Științific” clasa I (2 martie 1970) „pentru contribuția deosebită adusă de către membrii echipajului navei spațiale «Apollo 12» la efortul pe care știința contemporană îl face pentru cucerirea spațiului cosmic”[3]